# Nya Zeelands herrlandslag i landhockey
Nya Zeelands herrlandslag i landhockey (engelska: New Zealand men's national field hockey team) representerar Nya Zeeland i landhockey på herrsidan, och administreras av Nya Zeelands landhockeyförbund. 1976 blev laget olympiska mästare genom att finalbesegra Australien med 1-0.

## Resultat

### Olympiska spel
| År   | Spelort     | Placering  |
| ---- | ----------- | ---------- |
| 1956 | Melbourne   | 6          |
| 1960 | Rom         | 5          |
| 1964 | Tokyo       | Oplacerade |
| 1968 | Mexico City | 7          |
| 1972 | München     | 9          |
| 1976 | Montreal    | 1          |
| 1980 | Moskva      | Deltog ej  |
| 1984 | Los Angeles | 7          |
| 1988 | Seoul       | Deltog ej  |
| 1992 | Barcelona   | 8          |
| 1996 | Atlanta     | Deltog ej  |
| 2000 | Sydney      | Deltog ej  |
| 2004 | Aten        | 6          |
| 2008 | Peking      | 7          |
| 2012 | London      | 9          |

### Fotnoter
1. ↑  Todor Krastev (19 mars 1976). ”Men Field Hockey Olympic Games 1976 Montreal (CAN) - 18-30.07 Winner New Zealand” (på engelska). Sport Statistics. Arkiverad från originalet den 6 mars 2016. https://web.archive.org/web/20160306034844/http://www.todor66.com/hockey/field/Olympic/Men_1976.html. Läst 27 juli 2015.